# كأس المعارض الأوروبية 1967–68
كأس المعارض الأوروبية 1967–68  هو الموسم 10 من  كأس المعارض الأوروبية. أقيم خلال الفترة 13 سبتمبر 1967 وحتى 11 سبتمبر 1968، وكان عدد الأندية المشاركة فيه  48، وفاز فيه نادي Leeds United (disambiguation) ‏.

## نتائج الموسم
| المركز | فريق         | لعب | ف | ت | خ | له | عليه | ف.أ | نقاط | ملاحظة |
| ------ | ------------ | --- | - | - | - | -- | ---- | --- | ---- | ------ |
|        | ليدز يونايتد |     |   |   |   |    |      |     |      |        |